# 古荷蘭燉肉
古荷蘭燉肉（阿非利卡语：Potjiekos /ˈpɔɪkiːkɒs/）是南非的菜餚。Potjiekos直譯為「小鍋菜」，通常於戶外烹煮。
傳統上是用一種圓形、三腳的铸铁鍋Potjie烹煮的，這種鍋具起源自荷蘭鍋，於17世紀由荷蘭人帶入南非，至今在整個南部非洲的家庭與村莊中依然普遍可見。鍋子通常使用少量木柴或木炭加熱；若燃料短缺，也可能使用捲曲的乾草，甚至是曬乾的動物糞便作為燃料。

## 歷史
古荷蘭燉肉起源於「牛車大遷徙」（Voortrekkers）時期，最初是一種使用野味和蔬菜（如能取得）煮成的燉菜。當拓荒者在遷徙時狩獵到野味時，就會加入鍋中一起烹煮。較大的骨頭也會一同加入，以增稠湯汁。每天馬車停下時，就會將鍋子置於火上慢燉。新骨頭會取代舊骨，新鮮肉品也會補上吃掉的部分。可用的野味包括鹿、珍珠雞等家禽、疣豬、兔子等。
傳統上，古荷蘭燉肉食譜包括肉類、蔬菜（如紅蘿蔔、高麗菜、花椰菜或南瓜）、澱粉類食材（如米飯或馬鈴薯），並與荷蘭-馬來香料（即早期南非多元文化融合而成的特色調味風格）一同慢燉而成。

## 食材與作法

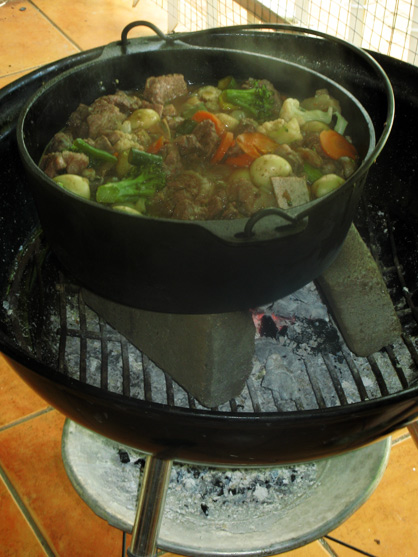
烹煮中的燉肉

首先在鍋中加入食用油，放在火上加熱至滾熱。接著加入肉類，通常是羊肉或豬肉。肉類會加入香料調味，並常會加入酒以增添風味——多為啤酒、雪利酒，或甜點酒。

## 另見
- 火鍋
- 永久浓汤